# Рошиору (Бузау)
Рошиору (рум. Roșioru) насеље је у Румунији у округу Бузау у општини Кокирљанка. Oпштина се налази на надморској висини од 75 m.

## Становништво
Према подацима из 2002. године у насељу је живело 770 становника, од којих су сви румунске националности.